# 남지연 (배구인)
남지연(南智軟, 1983년 5월 25일 ~ )은 대한민국의 전 여자 배구 선수이다. 포지션은 리베로이며, 현재 화성 IBK기업은행 알토스 소속으로 코치 활약하고 있다.
2001년 LG정유 배구단에 입단했으며, 강릉여자고등학교를 졸업했다. 2011-12 시즌 후, 2:2 트레이드(리베로 남지연, 센터 김언혜 <-> 세터 이나연, 레프트 김지수)로 화성 IBK기업은행 알토스에 이적했다. 2016-2017시즌이 끝난 후 김수지의 보상 선수로 흥국생명으로 이적하였다. 2017-2018 시즌을 끝으로 선수 생활을 은퇴를 선언하였고, 이후 화성 IBK기업은행 알토스의 신임 코치로 선임되었다.

## 주요 국가대표 출전 경력
- 2003년 월드그랑프리 배구대회, 아시아배구선수권대회, 월드컵 배구대회
- 2004년 아테네 올림픽, 월드그랑프리 배구대회
- 2005년 아시아배구선수권대회
- 2006년 세계배구선수권대회, 도하 아시안 게임
- 2007년 아시아배구선수권대회
- 2008년 AVC컵 준우승 (태국)
- 2010년 광저우 아시안 게임 준우승
- 2011년 월드그랑프리, 아시아여자배구선수권대회, 월드그랜드챔피언스컵
- 2014년 인천 아시안 게임

## 수상 경력

### 개인
- 한국배구슈퍼리그 리베로상: 2002
- V-리그 수비상 (리베로 부문): 2005
- V-리그 수비상: 2006, 2007, 2010, 2013
- 월드컵 리베로상: 2011[2]
- 아시아 여자 배구 선수권 대회 리베로상: 2011, 2015